# Dirac (Charente)
Dirac è un comune francese di 1.547 abitanti situato nel dipartimento della Charente, nella regione della Nuova Aquitania.

## Società

### Evoluzione demografica
Abitanti censiti